# Paulė Kuzmickienė

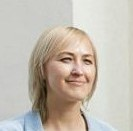
Paulė Kuzmickienė

Paulė Kuzmickienė (* 1978 in Utena) ist eine litauische konservative Politikerin, seit 2019 Mitglied des Seimas.

## Leben
Nach dem Abitur an der Mittelschule absolvierte Paulė Kuzmickienė 2005 das Masterstudium des Bildungsmanagements an der Vilniaus pedagoginis universitetas in der litauischen Hauptstadt Vilnius. Von 2000 bis 2007 war sie Chefspezialistin der Abteilung für Bildungsqualität des litauischen Ausbildungsdienstes für den Arbeitsmarkt.
Von  2007 bis 2009 war sie im Qualifizierungsdienst tätig.
Von 2009 	bis 2010 arbeitete sie am Aussenministerium Litauens und war Beraterin des Ministers Vygaudas Ušackas.
Von 2010 bis 2012 arbeitete sie als Beraterin des Premierministers Andrius Kubilius und von 2012 bis 2014 des Europaparlament-Mitglieds Radvilė Morkūnaitė-Mikulėnienė. Von 2011 bis 2019 war sie Ratsmitglied der Stadtgemeinde Vilnius.
Kuzmickienė ist Mitglied der Tėvynės sąjunga – Lietuvos krikščionys demokratai. Sie war Mitglied der Liga Junger Konservativer.